# Решко, Войцех
Войцех Решко (пол. Wojciech Reszko; род. 30 октября 1956, Щецин) — польский дзюдоист, чемпион и призёр чемпионатов Польши, чемпион Европы, призёр чемпионата мира, участник летних Олимпийских игр 1980 года в Москве.

## Карьера
Выступал в тяжёлой (свыше 95 кг) и абсолютной весовых категориях. Чемпион (1980—1982, 1984 годы), серебряный (1974, 1977—1978, 1985—1986) и бронзовый (1976—1977, 1980, 1987) призёр чемпионатов Польши. В 1981 году стал чемпионом Европы в Дебрецене. Серебряный призёр чемпионата мира 1981 года в Маастрихте.
На летних Олимпийских игр 1980 года в Москве Решко выступил в двух весовых категориях. В тяжёлом весе он стал седьмым, а в абсолютном занял 15-е место.